# X世代

X世代小說封面

X世代是指1960年代中期至1980年代出生的人。所謂的世代，是指在某一段時期內出生的一批人群，他們具有代表性的特色，與探討的根基、影響力。
X世代這個詞彙最先出現在傳奇戰地記者羅伯特·卡帕的相片特輯，他用這來形容第二次世界大戰後出生的一代。這特輯1953年於英國的picture post及美國的holiday刊出。羅伯特·卡帕自己的解釋:「我們稱這個未知的世代為X世代，這世代中，我們意識到，縱使我們滿腔熱誠，有些事情還是憑我們的財力及能力都做不來的。」（We named this unknown generation, The Generation Sigma, and even in our first enthusiasm we realised that we had something far bigger than our talents and pockets could cope with）。作家John Ulrich曾定義，X世代通常是指欠缺身份認同、面對著前景不明朗甚至惡劣未來的一群青年。這個詞彙在1960年代中到1970年代中期都被使用，但定義逐漸由當初的一整代人，轉為狹義的形容對搖滾及龐克十分熱衷的英國白人青年。
這是1991年之後大為流行的一個生活型態名詞，源於1991年道格拉斯·柯普蘭（Douglas Coupland）出版的同名小說《X世代：速成文化的故事》。在小說當中，柯普蘭將1960年代後期和1970年代之間出生的世代，定義為X世代。也就是過去稱為嬰兒潮世代的下一世代。有很大一部份X世代的討論與解釋，都是針對在美國與加拿大地區在這個時間出生的世代。
根據以往研究，購房需求受諸多因素驅動，例如：利率，移民，房屋市場之投資價值。一份2015年針對香港居民的調查顯示，相較於8、90年代出生的Y世代購房時優先考量可負擔性與可及性，X世代則認為預算與價格才是首要因素。此外Y世代較着重政府相關政策幫助，X世代更着重生活質素。

## 簡介
X世代中的X是由英文字Excluding的字母X而來，一般寫做eXcluding。有著「被排擠的世代」隱喻，有一說出生時間範圍為1965年1月至1976年12月間；正確的出生年份為1966年1月至1980年12月間。
X世代目前廣泛的運用在人口學、社會學、行銷學和大眾文化研究上。在1980年代、1990年代、2000年代都具有相當的影響力。
目前已知最早的X世代說法可能是在1960年代出現的，但1991年小說出版後，才開始大為流行。某些媒體報導中，X世代的定義可能不是以出生日為說法，而改成「1980年代的少年」、「1990年代的青年」這種說法。僅管後者較為模糊（因青少年的定義較不準確）、但基本上兩種說法並不衝突。

## 原著小說中的X世代
X世代的定義在今日有相當多的說法，在原著小說中的X世代，很明顯的定義為中高學歷、相對低薪、低福利、從事服務業、常感到沒有未來的人們；喜歡在購物商場，消費低價但是跟得上流行的商品。其最大特色在於這個世代相當容易受到媒體影響，舉凡新聞、時尚、運動等重大消息，都有可能決定性的影響了他們的人生觀。

## 其他X世代的轉變與解釋
另外關於X世代的一些描述還有他們的父母親，與戰後嬰兒潮明顯不同的是，X世代的母親多半是職業婦女，因此X世代青年受到父母親在家規範的時間是較少的，這也發展出著名的裝扮，例如穿眉環、刺青的風潮。
在這一批X世代出生的人物當中，具有代表性的明星或是名人，可能有相當多。然而將這些明星或是名人一一列出並不見得是妥當的，原因是他們的行為舉動並不會永遠與最初的X世代定義相同，某名人此刻也許具有相當的X世代特質，會被媒體或是理論家拿來當作範例說明。
另一個更廣義的X世代描述是指：1945年到1990年間出生的人。也就是說在第二次世界大戰之後，殖民主義消退之後，柏林圍牆倒下之前、冷戰結束之前的世代。一般來說，在殖民主義和全球化之間出生的這一轉折世代，有學者稱其為「嬰兒潮剋星」，也就是使嬰兒潮世代被切割分裂的族群。法國社會學家路易·肖韋爾（Louis Chauvel）分析世代間骨折歐洲嬰兒潮世代（baby boom）和X世代。

## 流行文化
香港著名歌手郭富城於1997年發行的粵語唱片《唱這歌》內的同名歌曲，歌詞就有提及Generation X一詞，配合其招牌舞姿，已成為不少香港人的集體回憶。